# Somatogyrus tenax
Somatogyrus tenax är en snäckart som beskrevs av F. G. Thompson 1969. Somatogyrus tenax ingår i släktet Somatogyrus och familjen tusensnäckor. IUCN kategoriserar arten globalt som nära hotad. Inga underarter finns listade i Catalogue of Life.